# 瘦客户端
瘦客户端（英語：thin client）指的是在客户端-服务器网络体系中的一个基本无需应用程序的计算啞終端。它通过一些协议和服务器通信，进而接入局域网。瘦客户端将其鼠标、键盘等输入传送到服务器处理，服务器再把处理结果回传至瘦客户端显示。不同的瘦客户端可以同时登录到服务器上，模拟出一个相互独立又在服务器上的工作环境；与此相反，普通客户端会尽可能多地进行本地数据处理，与服务器（或其他客户端）的通信中只传送必要的通信数据。

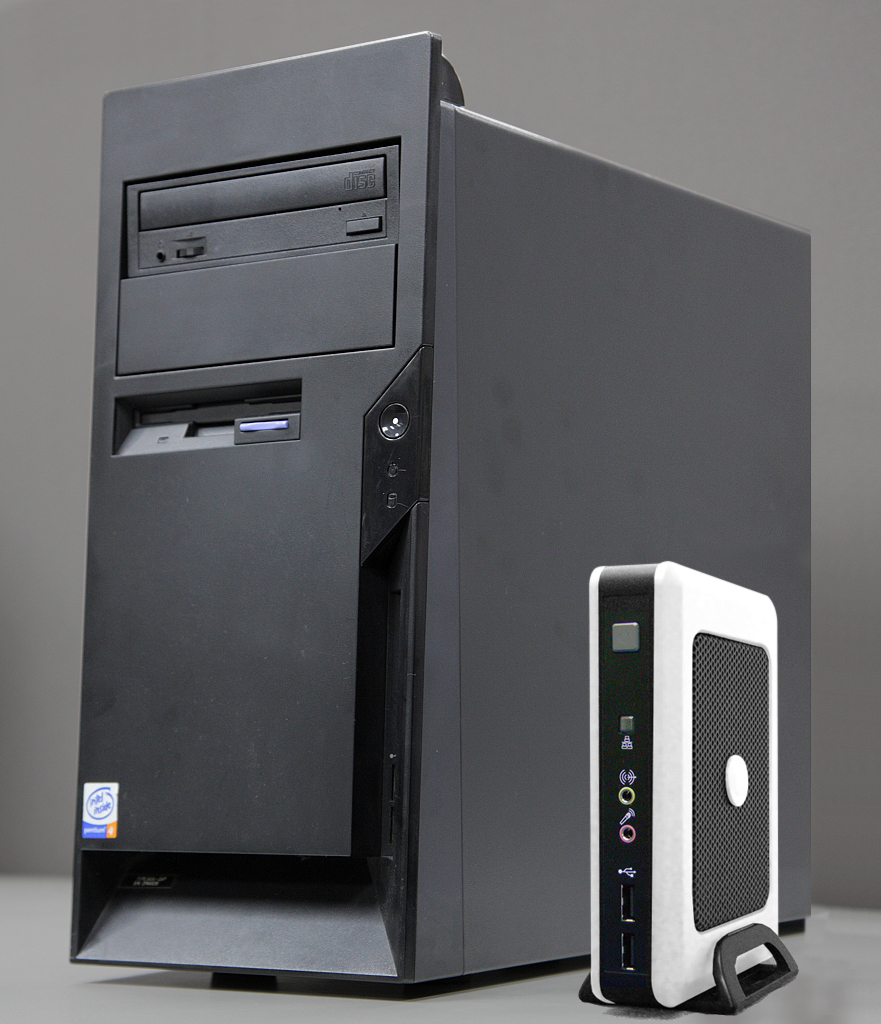
一般PC 與Clientron公司的U700

## 简介

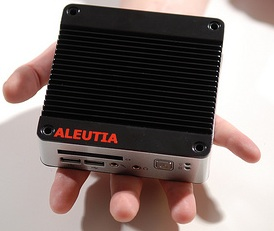
2009年E3展覽上的掌上型瘦客户端

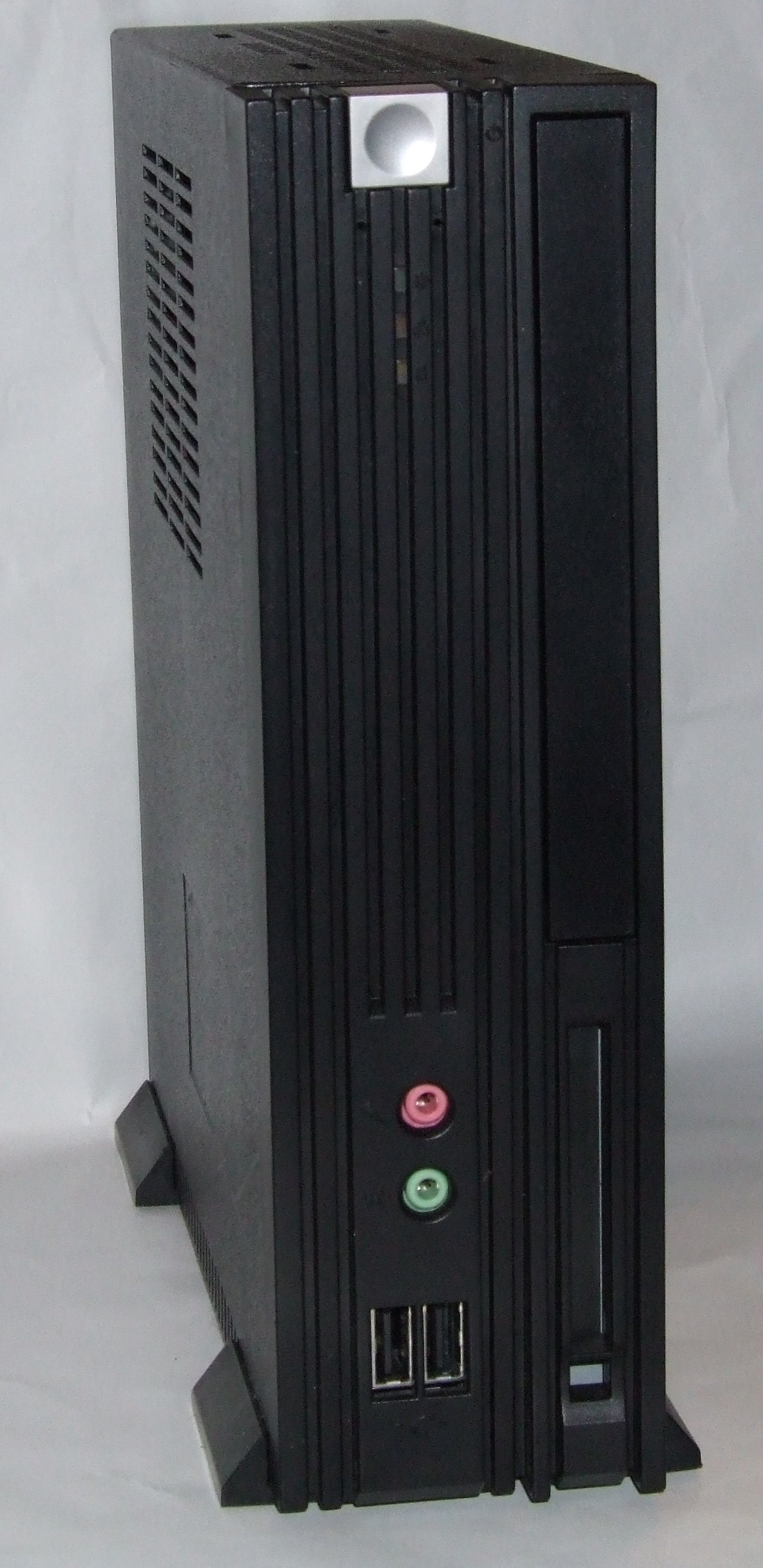
技嘉TA7採用模仿PS2的外觀

设计一个客户端-服务器应用程序的时候，要分配好客户端和服务器需要分别完成的任务。这个分配工作将会极大地影响客户机和主机的成本，应用程序的健壮性和安全，和后期修改、移植灵活度。
其中一个难点是客户端软件应该多大程度上特定于应用程序。使用标准化的客户端软件，如网络浏览器或X11，能节省许多设计上的成本，但是缺陷是标准的客户端有很多局限性而无法针对用户个人化。

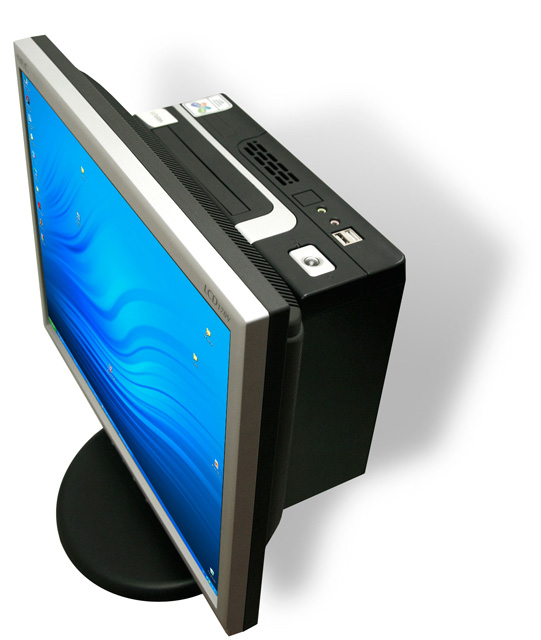
附掛於螢幕後方的瘦客户端

## 与网络计算机的区别
和网络计算机（Network Computer、NetPC）最大的不同在于，瘦客户端无需硬盘，所有的数据处理均由服务器完成。

### 用户界面设备
把瘦客户端作为一个设备，指的是把它设计成只提供对用户界面程序有用的功能。通常这些设备都不配备硬盘，因为在安装恶意程序或非兼容程序时硬盘将有可能损坏。出于低维护成本和增加平均设备失败间隔时间的需要，瘦客户端使用只读存储器如光盘驱动器、网络虚拟驱动器或闪存。
理想情况下，用户将只拥有一台显示器、一个键盘、一个触碰式设备（如有需要）和足够的计算设备以完成显示和通信功能。

### 軟體式精簡客戶端
然而多數精簡客戶端都是軟體式，能在標準個人電腦硬體上執行。

## 瘦客户端的优点
瘦客戶端的應用大大簡化了起動映像（boot image）的控制。通常一個起動映像已能滿足非常廣泛的應用，而且能夠集中管理，帶來以下的好處：
- 管理成本較低 - 管理人員可以在伺服器上集中管理瘦客戶端的，而瘦客戶端可能發生硬件故障的地方也較少。而由於本地環境被嚴格限制（通常還是沒有記憶的），防止了惡意軟體的攻擊。
- 數據的保護較容易 - 經過適當設計，應用數據完全不會存放在瘦客戶端上（它只是把運算結果繪製出來）；對惡意軟體防衛也可以集中進行。
- 硬體成本較低 - 因為沒有硬碟，記憶體，也沒有高性能的處理器，瘦客戶端一般是較便宜，而且它們也不會常常需要升級或很快老化。即使把伺服器的價錢計算在內，使用瘦客戶端的總體價錢也往往比傳統客戶端低。其中一個原因是前者能把硬體物盡其用：傳統客戶端的處理器雖然強大，但往往只是被閒置。另外，瘦客戶端之間可以共用記憶體，若是多個用戶同時使用一應用程式，那程式要只需在中央伺服器上載入，這情況下胖客戶端需各自把程式載入到本機的記憶體。
- 耗能量低 - 瘦客戶端專用的硬件耗能量比胖客戶端的低。除了節省了電費外，還可能免去空調或不須要額外的空調，顯著地減省了成本又達到節能的目的。
- 不會引起坏人興趣 - 由於瘦客戶端電腦是以專用的硬件或以較舊的硬件組裝，它們不能在客戶端-伺服器以外的環境使用。坏人偷了後很難賣出，即使賣了價錢也不高。
- 適合惡劣環境 - 因為沒有散熱扇，瘦客戶端可在多塵的環境使用，不用擔心塵埃積聚阻礙散熱扇的運行。
- 使用較少頻寬 - 若使用胖客戶端，用戶開啟10MB的檔案，便需要把這10MB傳送到用戶的電腦上，儲存時又要把這10MB傳送到檔案伺服器去，列印時亦要把10MB傳送到印表機上，這是沒有效率的。在瘦客戶端的環境下，由於終端機伺服器和檔案伺服器通常以高速的主軸網絡相連，開啟或儲存檔案的通訊得以局限在伺服器室裡。在伺服器和用戶之間，只有滑鼠和鍵盤活動，以及螢幕的更新需要傳送。使用如ICA等的協議，傳送這些訊息所需的帶寬可低至5kbps。

## 传统客户端的优点
- 對伺服器的要求較低 - 因為大部份的應用處理都在客户端進行，所以传统客户端不像瘦客戶端那樣需要高性能的伺服器，伺服器成本大大降低。
- 多媒體性能較佳 - 在運行多媒體應用程式時，传统客户端較為佔優，因為這時瘦客戶端需要大量的帶寬。例如电子游戏製就較適合在传统客户端上運行。
- 彈性較大 - 在某些作業系統上（例如Windows），軟件是被設計在擁有本地資源的個人電腦上運行的。嘗試在瘦客戶端的環境下執行這些軟件可能會是困難的。

## 虚拟网络磁盘终端的优缺点

### 优点
- 人力花费更少：同上。
- 更易保全：同上。
- 硬件价格降低：無需硬碟或閃存作二級存儲裝置。
- 被盗价值低：同上。
- 服务器需求更低：服务器端只被用作文件服务器，而并非程序服务器。
- 更佳的多媒体性能：客户端可以使用其自有的硬件资源。
- 灵活性更高：同上。
- 可延展性更高：同上。

### 缺点
- 需要更快的局域网连接：由於系統沒有了本地的存儲設備，系統非常依賴網絡來交換信息，所以網絡連線必須足夠快，以應付其大量數據存輸。

## 协议
在客户端-服务器通信方式中有几种常用的通信协议：
XML over HTTP
XHTML和BXML使用此协议
X11
几乎所有Unix系统及其衍生系统都采用此协议 (現階段可與其競爭的技術有Wayland以及Mir)
NX technology
X11协议的压缩版，提供高效服务。
Virtual Network Computing（VNC）
提供虚拟桌面共享功能
远程桌面协议（Remote Desktop Protocol，RDP）
MS-Windows上預設安裝的遠程伺服器管理客戶端。與其他瘦客戶端協議不同的是，RDP技術是使一臺瘦客戶端存取在伺服器執行的虛擬機器會話/桌面，而不是軟件。

## 瘦客戶端的主要生產商
- eLux NG （页面存档备份，存于）
- INFOTRONIC
- Rangee Thin Clients （页面存档备份，存于）
- Neoware Systems （页面存档备份，存于）
- Igel Technology （页面存档备份，存于）
- Wyse （页面存档备份，存于）
- Atrust （页面存档备份，存于）
- ThinCCo AG
- LinWare Thin Clients （页面存档备份，存于）
- Thinner （页面存档备份，存于）
- LISCON （页面存档备份，存于）
- AXEL （页面存档备份，存于）
- levigo ThinClient Suite （页面存档备份，存于）
- HP Compaq ThinClient
- Termtek Computer
- CENTERM （页面存档备份，存于）
- Clientron （页面存档备份，存于）

## 开源项目
- ThinStation （页面存档备份，存于）
- OpenThinClient （页面存档备份，存于）